# Patinação artística nos Jogos Olímpicos de Inverno de 2002 - Individual masculino
A competição individual masculina da patinação artística nos Jogos Olímpicos de Inverno de 2002 foi disputado no dia 14 de fevereiro entre 29 patinadores.

## Medalhistas
| Ouro   | RUS Alexei Yagudin   |
| Prata  | RUS Evgeni Plushenko |
| Bronze | USA Timothy Goebel   |

## Resultados
| #                                            | Nome                 | País               | Pontos | PC | FS |
| -------------------------------------------- | -------------------- | ------------------ | ------ | -- | -- |
|                                              | Alexei Yagudin       | RUS Rússia         | 1.5    | 1  | 1  |
|                                              | Evgeni Plushenko     | RUS Rússia         | 4.0    | 4  | 2  |
|                                              | Timothy Goebel       | USA Estados Unidos | 4.5    | 3  | 3  |
| 4                                            | Takeshi Honda        | JPN Japão          | 5.0    | 2  | 4  |
| 5                                            | Alexander Abt        | RUS Rússia         | 7.5    | 5  | 5  |
| 6                                            | Todd Eldredge        | USA Estados Unidos | 10.5   | 9  | 6  |
| 7                                            | Michael Weiss        | USA Estados Unidos | 11.0   | 8  | 7  |
| 8                                            | Elvis Stojko         | CAN Canadá         | 11.5   | 7  | 8  |
| 9                                            | Li Chengjiang        | CHN China          | 12.0   | 6  | 9  |
| 10                                           | Anthony Liu          | AUS Austrália      | 15.0   | 10 | 10 |
| 11                                           | Frederic Dambier     | FRA França         | 16.5   | 11 | 11 |
| 12                                           | Kevin Van Der Perren | BEL Bélgica        | 19.5   | 13 | 13 |
| 13                                           | Ivan Dinev           | BUL Bulgária       | 20.0   | 12 | 14 |
| 14                                           | Brian Joubert        | FRA França         | 20.5   | 17 | 12 |
| 15                                           | Stephane Lambiel     | SUI Suíça          | 24.0   | 16 | 16 |
| 16                                           | Zhang Min            | CHN China          | 24.5   | 19 | 15 |
| 17                                           | Vakhtang Murvanidze  | GEO Geórgia        | 26.0   | 18 | 17 |
| 18                                           | Dmitri Dmitrenko     | UKR Ucrânia        | 28.5   | 21 | 18 |
| 19                                           | Roman Skorniakov     | UZB Uzbequistão    | 29.0   | 20 | 19 |
| 20                                           | Li Yunfei            | CHN China          | 30.0   | 14 | 23 |
| 21                                           | Sergei Davydov       | BLR Bielorrússia   | 31.5   | 15 | 24 |
| 22                                           | Yosuke Takeuchi      | JPN Japão          | 32.0   | 24 | 20 |
| 23                                           | Gheorghe Chiper      | ROU Romênia        | 32.5   | 23 | 21 |
| 24                                           | Sergei Rylov         | AZE Azerbaijão     | 33.0   | 22 | 22 |
| Não avançaram para fase de "Patinação livre" |                      |                    |        |    |    |
| 25                                           | Zoltan Toth          | HUN Hungria        |        | 25 |    |
| 26                                           | Angelo Dolfini       | ITA Itália         |        | 26 |    |
| 27                                           | Margus Hernits       | EST Estônia        |        | 27 |    |
| 28                                           | Lee Kyu-Hyun         | KOR Coreia do Sul  |        | 28 |    |
| WD                                           | Emanuel Sandhu       | CAN Canadá         |        |    |    |

Legenda
| Recorde mundial      | Recorde mundial (World record)               |                       | Recorde africano                      | Recorde africano (African) |                                           | Q | Classificado por posição (Qualified) |
| Recorde olímpico     | Recorde olímpico (Olympic record)            | Recorde da América    | Recorde da América (Americas)         | q                          | Classificado por melhor tempo (Qualified) |   |                                      |
| Melhor marca do ano  | Melhor marca do ano (World leading)          | Recorde asiático      | Recorde asiático (Asian)              | DNS                        | Não largou (Did not start)                |   |                                      |
| Recorde nacional     | Recorde nacional (National record)           | Recorde europeu       | Recorde europeu (European)            | DNF                        | Não terminou (Did not finish)             |   |                                      |
| Recorde pessoal      | Recorde pessoal do atleta (Personal best)    | Recorde da Oceania    | Recorde da Oceania (Oceania)          | DSQ / DQ                   | Desclassificado (Disqualified)            |   |                                      |
| Recorde da temporada | Recorde da temporada do atleta (Season best) | Recorde sul-americano | Recorde sul-americano (South America) | NM                         | Sem marca (No mark)                       |   |                                      |